# اس‌اس کلرتن
اس‌اس کلرتن (به انگلیسی: SS Clearton) یک زیردریایی بود. این زیردریایی در سال ۱۹۱۹ ساخته شد.